# Ictinia
Ictinia este un gen de păsări de pradă din familia Accipitridae. Conține două specii care sunt native din Americi.

## Taxonomie
Genul Ictinia a fost introdus în 1816 de ornitologul francez Louis Pierre Vieillot pentru a găzdui gaia plumburie, care este, prin urmare, specia tip. Numele provine din cuvântul din greaca veche iktinos pentru gaie.

### Specii
Genul conține în prezent două specii
- Ictinia plumbea – gaie plumburie
- Ictinia mississippiensis – gaie de Mississippi